# Titus Verginius Tricostus Caelimontanus (Konsul 496 v. Chr.)
Titus Verginius Tricostus Caelimontanus ist eine Gestalt der frühen Römischen Republik und mutmaßlicher Konsul des Jahres 496 v. Chr. Sein Amtskollege war Aulus Postumius Albus Regillensis.
Seine Cognomina Tricostus Caelimontanus tauchen uneinheitlich in den Quellen auf und fehlen bei Livius und Dionysios vollständig, weshalb seine Zugehörigkeit zum Zweig der Verginii Tricosti zweifelhaft ist.
Livius zufolge soll sein Kollege Postumius sein Konsulat niedergelegt haben und zum Diktator ernannt worden sein, weil er an der Glaubwürdigkeit des Verginius zweifelte. Dionysios gibt über die Hintergründe keine Auskunft, berichtet aber, dass der ältere Verginius seinen Kollegen zum Diktator ernannt habe, der dann Titus Aebutius Helva als magister equitum wählte. Abweichend von Livius verlegt Dionysios die Schlacht am See Regillus in den Konsulat des Verginius und Postumius. Dort befehligte Verginius neben den Feldherren Aulus Postumius, Titus Aebutius und Aulus Sempronius den vierten Teil des römischen Heeres und verhinderte mit seinem Lager den Vormarsch der Latiner. In der Schlacht führte er den rechten Flügel des römischen Heeres und stand somit direkt dem Sextus Tarquinius gegenüber.
Ob der Verginius, der neben Opiter Verginius Tricostus 487 v. Chr. im Kampf gegen die Volsker fiel, mit dem Konsul des Jahres 496 v. Chr. oder mit Aulus Verginius Tricostus Caelimontanus, Konsul 494 v. Chr., identisch ist, bleibt offen.